# Rivière Sainte-Marie (rivière du Nord)
Pour les articles homonymes, voir Rivière Sainte-Marie.
La rivière Sainte-Marie est un affluent de la rive est de la rivière du Nord, coulant dans le territoire au nord de Montréal, entièrement dans l’arrondissement de Saint-Antoine-des-Laurentides, dans la ville de Mirabel, dans la région administrative des Laurentides, au Québec, au Canada.
À partir du Nord de l’aéroport de Mirabel, ce cours coule entièrement en zone agricole, pour aller se déverser sur la rive est de la rivière du Nord, laquelle se déverse sur la rive nord de la rivière des Outaouais ; cette dernière est un affluent de la rive nord du fleuve Saint-Laurent.
La surface de la rivière Sainte-Marie est généralement gelée de la mi-décembre jusqu’en fin mars. Historiquement, l’agriculture et les services aéroportuaires ont été les activités dominantes de ce bassin versant.

## Géographie
La rivière Sainte-Marie prend sa source en zone agricole, du côté est du chemin du rang Saint-Dominique et du côté nord d’un viaduc de l’autoroute 50.
Cette source de la rivière est située à 2,4 km au nord-est de la bâtisse de l’aéroport de Mirabel, à 2,6 km au sud-est de la confluence de la rivière Sainte-Marie et à 6,3 km au sud du centre du village de l’arrondissement Saint-Antoine-des-Laurentides.
À partir de sa source, la rivière Sainte-Marie coule sur 8,1 km, selon les segments suivants :
- 4,5 km vers le nord-est en coupant le chemin du rang Saint-Dominique, jusqu’à la limite nord de la zone de l’aéroport de Mirabel ;
- 3,6 km vers l'ouest en coupant la route 158 (route Sir-Wilfrid-Laurier), jusqu’à la confluence de la rivière[2].

La rivière Sainte-Marie se déverse dans l’arrondissement de Saint-Antoine-des-Laurentides sur la rive est de la rivière du Nord. Cette confluence est située entre le village de Saint-Antoine-des-Laurentides et Saint-Canut.
La confluence de la rivière Sainte-Marie est localisée à :
- 30 km au nord-est de la confluence de la rivière du Nord ;
- 9,0 km au nord-ouest du centre du village de Saint-Janvier ;
- 5,4 km au sud-est du centre-ville de Saint-Jérôme.

## Toponymie
Le toponyme rivière Sainte-Marie a été officialisé le 8 avril 1975 à la Commission de toponymie du Québec.